# Cantonul Saint-Blin
Cantonul Saint-Blin este un canton din arondismentul Chaumont, departamentul Haute-Marne, regiunea Champagne-Ardenne, Franța.

## Comune
| Comune                  | Populație (1999) | Cod poștal | Cod INSEE |
| ----------------------- | ---------------- | ---------- | --------- |
| Aillianville            | 185              | 52700      | 52003     |
| Busson                  | 36               | 52700      | 52084     |
| Chalvraines             | 228              | 52700      | 52095     |
| Chambroncourt           | 41               | 52700      | 52097     |
| Humberville             | 65               | 52700      | 52245     |
| Lafauche                | 109              | 52700      | 52256     |
| Leurville               | 101              | 52700      | 52286     |
| Liffol-le-Petit         | 355              | 52700      | 52289     |
| Manois                  | 501              | 52700      | 52306     |
| Morionvilliers          | 24               | 52700      | 52342     |
| Orquevaux               | 92               | 52700      | 52369     |
| Prez-sous-Lafauche      | 337              | 52700      | 52407     |
| Saint-Blin              | 388              | 52700      | 52444     |
| Semilly                 | 109              | 52700      | 52468     |
| Vesaignes-sous-Lafauche | 146              | 52700      | 52517     |